# 24 Sussex Drive
24 Sussex Drive è l'indirizzo della residenza ufficiale del Primo ministro del Canada. Situata ad Ottawa, nell'Ontario, la residenza sorge sulle rive dell'fiume Ottawa, che si affaccia sulla città di Gatineau, nel Québec.

## Localizzazione e uso
Si trova vicino all'Ambasciata francese in Canada, di fronte all'Alta Commissione del Sud Africa, non lontano da Rideau Hall, residenza del Governatore Generale del Canada. Il residence è situato in una zona ricca della capitale, ma non nel centro amministrativo della capitale dove invece si trova l'ufficio del Primo Ministro, nell'edificio Langevin.
La redidenza fu costruita dal 1867 al 1868 per Joseph Merrill Currier, proprietario del mulino e membro della Camera dei Comuni, per sua moglie Hannah. Chiamò l'edificio "Gorffwysfa", una parola gallese che significa "paradiso di pace".
La casa fu acquistata dal governo del Canada nel 1943 ed è gestita dalla National Capital Commission. Divenne la residenza ufficiale del Primo Ministro nel 1951, quando Louis St-Laurent vi si trasferì. Da allora, tutti i primi ministri canadesi (con l'eccezione di Kim Campbell, che, non essendo mai stato eletto, preferì non stabilirsi lì, e Justin Trudeau, che risiede a Rideau Cottage durante i lavori di ristrutturazione della residenza ufficiale) abitarono al 24 di Sussex Drive durante il loro mandato. In precedenza, i primi ministri vivevano in luoghi diversi a Ottawa. Wilfrid Laurier e William Lyon Mackenzie King, per esempio, erano entrambi ospitati alla Laurier House a Sandy Hill.

## Descrizione
Si tratta di una struttura calcarea di 34 pezzi su un sito di 16000 m² sulla riva del fiume Ottawa; si trova vicino all'ambasciata francese, di fronte all'ingresso principale di Rideau Hall, residenza del governatore generale. La casa è circondata da alberi e siepi. A differenza della Casa Bianca, del Palais de l'Elysée e del 10 di Downing Street, il 24 Sussex Drive è utilizzato esclusivamente come luogo di residenza. Il posto di lavoro del Primo Ministro si trova nel blocco di Langevin, vicino a Parliament Hill di Ottawa.
È responsabilità del primo ministro fornire la casa al suo successore, che viene svuotata quando termina la legislatura del primo ministro. Diversi primi ministri hanno apportato delle modifiche all'edificio. È stata anche installata una piscina coperta. Gli alti costi delle ristrutturazioni di Brian Mulroney sono stati controversi, specialmente quando è stato rivelato che una parte dei costi era stata pagata dal PC Canada Fund, che raccoglie singole donazioni per finanziare il Partito conservatore progressista.
Da allora, molto poco è stato fatto sulla costruzione, parti della quale sono deteriorate o obsolete. La casa non ha un sistema centralizzato di aria condizionata, che deve dipendere da tutta una serie di condizionatori d'aria presenti nelle finestre. Nel novembre 2004, il primo ministro Paul Martin si è lamentato del sistema di riscaldamento della casa.
Dopo la sua elezione, il primo ministro Justin Trudeau ha annunciato che non si sarebbe trasferito immediatamente nella residenza per effettuare importanti lavori di ristrutturazione della stessa. Quest'ultimo risiede, dal momento del suo giuramento, nel Rideau Cottage situato sulla base di Rideau Hall, la residenza ufficiale del Governatore Generale del Canada. Le caratteristiche di sicurezza della residenza sono state migliorate dopo l'irruzione di André Dallaire nel 1995.